# Клетка (теория графов)

Граф Петерсена

Граф Хивуда

Граф МакГи

Граф Татта — Коксетера

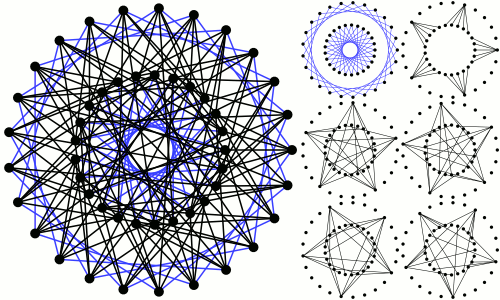
Граф Хоффмана — Синглтона

n-клетка — кубический граф обхвата n с наименьшим возможным числом вершин. Граф называется кубическим, если из каждой его вершины выходят 3 ребра. Обхват графа — это длина наименьшего цикла в нём.
Для каждого 2 < n < 9 существует единственная n-клетка, причем все эти графы обладают высокой симметрией (являются унитранзитивными). Кроме того, при изображении на плоскости они часто дают экстремальное количество самопересечений, далее индекс самопересечения.
- 3-клетка — К4, остов тетраэдра, 4 вершины.
- 4-клетка — К3,3, один из двух минимальных не планарных графов, 6 вершин.
- 5-клетка — Граф Петерсена, 10 вершин. Минимальный кубический граф с индексом самопересечения 2.
- 6-клетка — Граф Хивуда, 14 вершин. Разбивается на 1-факторы (то есть, реберно раскрашиваем), любая сумма двух факторов образует гамильтонов цикл. Минимальный кубический граф с индексом самопересечения 3.
- 7-клетка — Граф МакГи, 24 вершины. Минимальный кубический граф с индексом самопересечения 8.
- 8-клетка — Граф Татта — Коксетера, 30 вершин.

## Обобщённое определение
(r,n)-клетка — регулярный граф степени r (то есть из каждой вершины которого выходит ровно r рёбер) и обхвата n с наименьшим возможным числом вершин.
Тривиальные семейства
- (2,n)-клетками являются, очевидно, циклические графы Cn
- (r-1,3)-клетки — полные графы Кr из r вершин
- (r,4)-клетки — полные двудольные графы Кr,r, у которых в каждой доле находится по r вершин

Нетривиальные представители
- (7,5)-клетка — Граф Хоффмана — Синглтона, 50 вершин.

Известны ещё некоторые клетки. В таблице ниже показано количество вершин в (r,n)-клетках степени 3≤r≤7 и обхвата 3≤n≤12. Клетки для этих и бо́льших r и n описаны здесь:  (на английском языке).
| n:     | 3 | 4  | 5  | 6  | 7   | 8   | 9   | 10  | 11  | 12   |
| r = 3: | 4 | 6  | 10 | 14 | 24  | 30  | 58  | 70  | 112 | 126  |
| r = 4: | 5 | 8  | 19 | 26 | 67  | 80  | 275 | 384 |     | 728  |
| r = 5: | 6 | 10 | 30 | 42 | 152 | 170 |     |     |     | 2730 |
| r = 6: | 7 | 12 | 40 | 62 | 294 | 312 |     |     |     | 7812 |
| r = 7: | 8 | 14 | 50 | 90 |     |     |     |     |     |      |

## Графы Мура
Количество вершин в (r,n)-клетке больше или равно
{\displaystyle 1+r\sum _{i=0}^{(n-3)/2}(r-1)^{i}} для нечётных n и
{\displaystyle 2\sum _{i=0}^{(n-2)/2}(r-1)^{i}} для чётных.
Если имеет место равенство, то соответствующий граф называется графом Мура. В то время как клетка существует для всяких r > 2 и n > 2, нетривиальных графов Мура гораздо меньше. Из вышеупомянутых клеток, графами Мура являются Граф Петерсена, граф Хивуда, граф Татта — Коксетера и граф Хоффмана — Синглтона. Доказано, что все нечётные случаи исчерпываются n = 5, r = 2, 3, 7 и, возможно, 57, а чётные n = 6, 8, 12.